# Somass River
Somass River är ett vattendrag i Kanada.   Det ligger i Regional District of Alberni-Clayoquot och provinsen British Columbia, i den sydvästra delen av landet, 3 700 km väster om huvudstaden Ottawa.
I omgivningarna runt Somass River växer i huvudsak barrskog. Runt Somass River är det mycket glesbefolkat, med 3 invånare per kvadratkilometer.